# Historia del Alfabeto Fonético Internacional

Tabla del AFI en 2020.

La historia del Alfabeto Fonético Internacional y de la Asociación Fonética Internacional arranca a finales del siglo XIX, con la constitución de dicha asociación y su proposición expresa de crear un sistema fonético válido para transcribir los sonidos del lenguaje hablado. La asociación fue fundada por un grupo de profesores de lenguaje de Francia e Inglaterra dirigido por Paul Passy, y se estableció oficialmente en París en 1886. El primer alfabeto fonético fue publicado en 1888 en Passy. Para su configuración la asociación se basó en el Alfabeto Rómico creado por Henry Sweet, que a su vez se inspiraba en el Alfabeto Fonotípico creado por Isaac Pitman y Alexander John Ellis (Kelly 1981).
El AFI ha ido sufriendo numerosos cambios a lo largo de su historia y de las sucesivas revisiones practicadas entre 1932 -una versión que se mantuvo durante más de medio siglo- y la reforma de la Convención de la IPA en Kiel (1989). Desde entonces se han realizado cambios menores, en 1993 y 1996, hasta la versión vigente definida en el año 2005.
Paralelamente, la extensión de la IFA para desórdenes del habla fue creada en 1991 y revisada por última vez en 1997.

## Dhi Fonètik Tîtcerz' Asóciécon
La Asociación Fonética Internacional (en adelante IFA) fue fundada en París en 1886 bajo el nombre de Dhi Fonètik Tîtcerz' Asóciécon (transcripción del título en inglés de The Phonetic Teachers' Association), como extensión de la ya existente Association Phonétique des Professeurs d'Anglais (la asociación fonética de profesores de inglés), con el objetivo de crear un alfabeto fonético internacional válido principalmente para el inglés, el francés y el alemán.

## Boceto de 1887
Originariamente, los símbolos tenían un valor fonético distinto que podía variar entre uno y otro lenguaje. Sin embargo, con el tiempo se decidió restringir cada símbolo a una pronunciación única. En 1887 se publicó el primer alfabeto estandarizado, con la siguiente forma:
|             | Blab. | Blab. | Ldent. | Ldent. | Dent. | Dent. | Alv. | Alv. | Palv. | Palv. | Pal. | Pal. | Velar | Velar | Uvular | Uvular | Glot. | Glot. |
| ----------- | ----- | ----- | ------ | ------ | ----- | ----- | ---- | ---- | ----- | ----- | ---- | ---- | ----- | ----- | ------ | ------ | ----- | ----- |
| Oclusiva    | p     | b     |        |        |       |       | t    | d    |       |       |      |      | k     | g     |        |        | '     |       |
| Nasal       | m     | m     |        |        |       |       | n    | n    |       |       | ɴ    | ɴ    | ɴ     | ɴ     |        |        |       |       |
| Lat. aprox. |       |       |        |        |       |       | l    | l    |       |       | ʎ    | ʎ    |       |       |        |        |       |       |
| Vibrantes   |       |       |        |        |       |       | r    | r    |       |       |      |      |       |       | ʀ      | ʀ      |       |       |
| Semivocal   | w     | ɥ     | U      | U      |       |       |      |      |       |       | j    | j    |       |       |        |        |       |       |
| Fricativas  |       |       | f      | v      | θ     | ð     | s    | z    | c     | ʒ     | ç    |      | x     | q     |        |        | h     |       |

|             | Alta  |   | Media |  | Baja |
| ----------- | ----- | - | ----- |  | ---- |
| Cerrada     | i • y |   |       |  | u    |
| Semicerrada | e • ɶ |   |       |  | o    |
|             |       |   | ə     |  |      |
| Semiabierta | ɛ • œ |   |       |  | ɔ    |
|             | æ     |   |       |  |      |
| Abierta     | a     | a | a     |  | A    |

Nota: Esta versión primitiva del AFI fue presentada en forma de lista (con ejemplos de diversos idiomas europeos) en lugar de la clásica tabla utilizada en la actualidad.

### Diacríticas y suprasegmentales
El primer catálogo de diacríticas definido por la AFI fue como el que sigue:
| hl, lh    | l muda             |
| u:        | u larga            |
| ã         | a nasal            |
| û         | u larga y estrecha |
| -u, u-    | u acentuada débil  |
| ·u, u·, ù | u acentuada fuerte |

### Declaración de propósitos
Hacia septiembre de 1888, se formularon un listado de seis reglas definitorias del futuro alfabeto fonético internacional, a saber:
1. Cada signo debería tener un sonido distintivo asociado.
2. Cada signo debería ser usado del mismo modo en cualquier idioma.
3. Siendo que muchos caracteres latinos podían aprovecharse para el nuevo alfabeto, el uso de caracteres inventados debía minimizarse.
4. El consenso internacional decidiría el sonido de cada letra del AFI.
5. El aspecto de las nuevas letras debería sugerir el sonido que representan.
6. Debía evitarse en lo posible el uso de diacríticos, en tanto se consideraron difíciles de interpretar y de escribir.

Además de estas políticas, la asociación preconizaba la transcripción de textos según fonemas, así como que cada colaborador enviase sus transcripciones en la manera en que pronunciaban sus respectivos idiomas.
Algunos de los nuevos símbolos eran simples caracteres latinos girados (o invertidos) (como ʎ ɥ ə ɔ ɹ ᴚ), lo que facilitaba la impresión en tipos de imprenta.

## Expansión de 1900
Durante la década de 1890, el alfabeto fonético fue ampliándose incorporando sonidos del árabe y de otros lenguajes no europeos que no tenían buen encaje en el alfabeto latino. Estas sucesivas adiciones se publicaron en 1900, junto a algunas revisiones, como ɲ y ŋ para ɴ, y ʃ para c, cuya función se vio modificada. Además, estos resultados se presentaron por primera vez en una tabla, distinta a las actuales, que representaba los sonidos según su apertura. La tabla original, publicada en francés, era como la que sigue:
|                 |                                                  | Laryn- gales | Gutturales | Uvulaires | Vélaires                                             | Palatales                                            | Linguales         | Labiales                |
| C O N S O N E S | Plosives                                         | ʔ            |            | q ɢ       | k ɡ                                                  | c ɟ                                                  | t d               | p b                     |
| C O N S O N E S | Nasales                                          |              |            |           | ŋ                                                    | ɲ                                                    | n                 | m                       |
| C O N S O N E S | Latérales                                        |              |            |           | ɫ                                                    | ʎ                                                    | l                 |                         |
| C O N S O N E S | Roulées                                          |              | Q          | ᴙ ʀ       |                                                      |                                                      | r                 |                         |
| C O N S O N E S | Fricatives                                       | h            | ʜ ɦ        | ᴚ ʁ       | (ʍ w) x ǥ                                            | (ɥ) ç j                                              | ɹ, θ; ð, ʃ ʒ, s z | f v F ʋ ʍ w ɥ           |
| V O Y E L E S   | Fermées Mi-fermées Moyennes Mi-ouvertes Ouvertes |              |            |           | u ɯ ü ï y i ɷ ʏ ɩ o ∀ ö ë ø e ə; ɔ ʌ ɔ̈ ä œ ɛ ɐ æ ɑ a | u ɯ ü ï y i ɷ ʏ ɩ o ∀ ö ë ø e ə; ɔ ʌ ɔ̈ ä œ ɛ ɐ æ ɑ a |                   | (u ü y) (o ö ø) (ɔ ɔ̈ œ) |

## La revisión de 1932
En 1932 se realizó una revisión de cierta envergadura, que coincidió con cambios en la función de algunos caracteres fonéticos. Fue una revisión integral cuyos resultados perduraron durante más de medio siglo.
|                        | Bi-labial | Bi-labial | Labio- dental | Labio- dental | Dental and Alveolar | Dental and Alveolar | Dental and Alveolar | Dental and Alveolar | Dental and Alveolar | Retrofleja | Retrofleja | Palato- alveolar | Palato- alveolar | Alveolo- palatal | Alveolo- palatal | Palatal | Palatal | Palatal | Palatal | Palatal | Palatal | Palatal | Velar   | Velar   | Velar   | Velar   | Velar   | Velar | Velar | Uvular | Uvular | Faríngea [sic] | Faríngea [sic] | Glotal | Glotal |
| ---------------------- | --------- | --------- | ------------- | ------------- | ------------------- | ------------------- | ------------------- | ------------------- | ------------------- | ---------- | ---------- | ---------------- | ---------------- | ---------------- | ---------------- | ------- | ------- | ------- | ------- | ------- | ------- | ------- | ------- | ------- | ------- | ------- | ------- | ----- | ----- | ------ | ------ | -------------- | -------------- | ------ | ------ |
| Oclusiva               | p b       | p b       |               |               | t d                 | t d                 | t d                 | t d                 | t d                 | ʈ ɖ        | ʈ ɖ        |                  |                  |                  |                  | c ɟ     | c ɟ     | c ɟ     | c ɟ     | c ɟ     | c ɟ     | c ɟ     | k g     | k g     | k g     | k g     | k g     | k g   | k g   | q ɢ    | q ɢ    |                |                | ʔ      | ʔ      |
| Nasal                  | m         | m         | ɱ             | ɱ             | n                   | n                   | n                   | n                   | n                   | ɳ          | ɳ          |                  |                  |                  |                  | ɲ       | ɲ       | ɲ       | ɲ       | ɲ       | ɲ       | ɲ       | ŋ       | ŋ       | ŋ       | ŋ       | ŋ       | ŋ     | ŋ     | ɴ      | ɴ      |                |                |        |        |
| Fricativa lateral      |           |           |               |               | ɬ ɮ                 | ɬ ɮ                 | ɬ ɮ                 | ɬ ɮ                 | ɬ ɮ                 |            |            |                  |                  |                  |                  |         |         |         |         |         |         |         |         |         |         |         |         |       |       |        |        |                |                |        |        |
| Fricativa no lateral   |           |           |               |               | l                   | l                   | l                   | l                   | l                   | ɭ          | ɭ          |                  |                  |                  |                  | ʎ       | ʎ       | ʎ       | ʎ       | ʎ       | ʎ       | ʎ       |         |         |         |         |         |       |       |        |        |                |                |        |        |
| Vibrante               |           |           |               |               | r                   | r                   | r                   | r                   | r                   |            |            |                  |                  |                  |                  |         |         |         |         |         |         |         |         |         |         |         |         |       |       | ʀ      | ʀ      |                |                |        |        |
| Vibrante simple        |           |           |               |               | ɾ                   | ɾ                   | ɾ                   | ɾ                   | ɾ                   | ɽ          | ɽ          |                  |                  |                  |                  |         |         |         |         |         |         |         |         |         |         |         |         |       |       | ʀ      | ʀ      |                |                |        |        |
| Fricativa              | ɸ β       | ɸ β       | f v           | f v           | θ ð                 | θ ð                 | s z                 | s z                 | ɹ                   | ʂ ʐ        | ʂ ʐ        | ʃ ʒ              | ʃ ʒ              | ɕ ʑ              | ɕ ʑ              | ç ʝ     | ç ʝ     | ç ʝ     | ç ʝ     | ç ʝ     | ç ʝ     | ç ʝ     | x ɣ     | x ɣ     | x ɣ     | x ɣ     | x ɣ     | x ɣ   | x ɣ   | χ ʁ    | χ ʁ    | ħ ʕ            | ħ ʕ            | h ɦ    | h ɦ    |
| Consonante aproximante | w         | ɥ         | ʋ             | ʋ             | ɹ                   | ɹ                   | ɹ                   | ɹ                   | ɹ                   |            |            |                  |                  |                  |                  | j (ɥ)   | j (ɥ)   | j (ɥ)   | j (ɥ)   | j (ɥ)   | j (ɥ)   | j (ɥ)   | (w)     | (w)     | (w)     | (w)     | (w)     | (w)   | (w)   | ʁ      | ʁ      |                |                |        |        |
|                        |           |           |               |               |                     |                     |                     |                     |                     |            |            |                  |                  |                  |                  | Front   | Front   | Front   | Front   | Front   | Front   | Central | Central | Central | Central | Central | Central | Back  | Back  |        |        |                |                |        |        |
| Cerrada                | (y ʉ u)   | (y ʉ u)   |               |               |                     |                     |                     |                     |                     |            |            |                  |                  |                  |                  | i y     | i y     | i y     | i y     | i y     | i y     | ɨ ʉ     | ɨ ʉ     | ɨ ʉ     | ɨ ʉ     | ɨ ʉ     | ɨ ʉ     | ɯ u   | ɯ u   |        |        |                |                |        |        |
|                        | (ʏ ɷ)     | (ʏ ɷ)     |               |               |                     |                     |                     |                     |                     |            |            |                  |                  |                  |                  |         |         | ɩ ʏ     | ɩ ʏ     | ɩ ʏ     | ɩ ʏ     | ɩ ʏ     |         |         |         |         |         | ɷ     | ɷ     |        |        |                |                |        |        |
| Semicerrada            | (ø ɵ o)   | (ø ɵ o)   |               |               |                     |                     |                     |                     |                     |            |            |                  |                  |                  |                  |         |         |         |         | e ø     | e ø     | e ø     | e ø     | ɵ       | ɵ       | ɵ       | ɵ       | ɤ o   | ɤ o   |        |        |                |                |        |        |
|                        |           |           |               |               |                     |                     |                     |                     |                     |            |            |                  |                  |                  |                  |         |         |         |         |         |         |         |         |         | ə/ɜ     |         |         |       |       |        |        |                |                |        |        |
| Semiabierta            | (œ ɔ)     | (œ ɔ)     |               |               |                     |                     |                     |                     |                     |            |            |                  |                  |                  |                  |         |         |         |         |         |         |         |         | ɛ œ     | ɛ œ     |         |         | ʌ ɔ   | ʌ ɔ   |        |        |                |                |        |        |
|                        |           |           |               |               |                     |                     |                     |                     |                     |            |            |                  |                  |                  |                  |         |         |         |         |         |         |         |         |         | æ       | æ       | ɐ       |       |       |        |        |                |                |        |        |
| Abierta                | (ɒ)       | (ɒ)       |               |               |                     |                     |                     |                     |                     |            |            |                  |                  |                  |                  |         |         |         |         |         |         |         |         |         |         | a       | a       | ɑ ɒ   | ɑ ɒ   |        |        |                |                |        |        |

### Otros sonidos
| Eyectiva     | pʻ |   |   |       |   |   |   |   |   |   |
| Chasquido    | ʇ  | ʖ | ʗ |       |   |   |   |   |   |   |
| Palatalizada | ƫ  | ʓ | ʆ |       |   |   |   |   |   |   |
| Otros        | ƪ  | ƺ | ř | ż = z̢ | σ | ƍ | ọ | ǫ | k̫ | o͆ |

## Revisión de 1976
En 1976 se decidió retirar varios signos fonéticos por considerarse redundantes. Fueron elƞ silábico (actualmente n̩) y la ƾ (ts) y ƻ (dz) fricativas; se decidió una nueva formulación de los sonidos africativos.

## Revisión de 1989
El objetivo primordial de la convención de Fonología celebrada por la API en Kiel, en 1989, era depurar el AFI. En aquel entonces, varios sonidos podían transcribirse con más de un signo -contrariamente a lo estipulado en sus principios fundacionales- y existían numerosos desacuerdos sobre la transcripción de los mismos. Concretamente, la polémica giraba en torno a las vocales ɷ = ʊ y ɩ = ɪ, la palatización de ƫ = tʲ, y la labialización de k̫ = kʷ. Varios símbolos, que incorporaban articulación primaria y secundaria y ya obsoletos fueron abandonados, y otros como ʆ = ʃʲ, ɕ y ʓ = ʒʲ o ʑ fueron explícitamente abandonados. También desapareció el ɼ checho, que pasó a transcribirse como un diacrítico de r̝. Algunos fonemas de chasquido, como ʇ, ʖ, ʗ, que la asociación había tratado en vano de divulgar entre los Khoisanistas y los Bantuistas, fueron reemplazados por signos tubulares ǀ, ǁ, ǃ, adoptándose además algunos signos adicionales ʘ, ǂ para los chasquidos.
Aunque esta reforma acercó a la IPA a las líneas de investigación vigentes sobre chasquidos, también significó cierto alienamiento por parte de los filólogos checos.

## Revisión de 1993
La revisión de 1993 introdujo tres cambios esenciales:
a) Se añaden tres vocales semicentrales ɘ, ɵ, y ɞ, en tanto que ɜ cambió de clasificación.
b) Se abandonaron las implosivas mudas ƥ, ƭ, ƈ, ƙ, ʠ
) La sección de suprasegmentales se amplió para la transcripción prosódica.
Esta versión sufrió algunos cambios menores en 1996.